# Montes de Campoo-Valderredible
Los montes de Campoo-Valderredible son la sierra de Híjar (vertiente sur) la sierra del Cordel con sus estribaciones, y los montes de Reinosa, La Matanza e Hijedo.